# Coryphantha pallida pallida
Coryphantha pallida subsp. pallida es una especie de planta perteneciente a la familia Cactaceae.

## Clasificación y descripción
Es una especie de tallos simples, a veces ramificados, de 6 a 8 cm de alto, 5 a 8 cm de ancho, globosos; espinas radiales 14 a 15, de 0,9 a 1,3 cm largo, estrecha hacia el ápice y terminada en punta fina, pardo-amarillentas a dorado-rojizo, espinas centrales ausentes o de 2 a 3,  de 1,2 a 1,5 cm largo. Flores de 3,5 a 5,0 cm de largo; pericarpelo de 0,3 a 0,6 cm de largo, 0,3 cm de ancho, brácteas 2,2 a 3,4 mm de largo, verde claro, tubo receptacular 6 a 7,3 mm largo, tépalos externos 2,0 a 3,0 cm largo, 0,5 a 0,7 cm ancho, lanceolados, ápice acuminado, franja media roja, margen amarillo, tépalos internos 1 a 2,5 cm largo, 0,2 a 0,5 cm ancho; estambres 0,7 a 1,1 cm largo, filamentos púrpura a rojos; estilo 2 a 2,7 cm largo, amarillo-verdoso. Frutos de 1,7 a 2,0 cm de largo, 0,4 a 0,7 cm de ancho, elipsoidales, verde claro; semillas 1,5-2,0 mm de largo, de aproximadamente 1,4 mm de ancho.  Planta que florece entre julio y septiembre y fructifica de octubre a diciembre.

## Distribución
Es una especie endémica de México, se conoce solo en los estados de Oaxaca y Puebla, específicamente en el Valle de Tehuacán-Cuicatlán. Se tiene registros en los siguientes distritos de Oaxaca: Asunción Nochixtlán, Teposcolula, Etla y Coixtlahuaca. En el estado de Puebla se tienen registros en los municipios de Ajalpan y Cañada Morelos.

## Ambiente
Matorral xerófilo y bosque de encino abierto, altitudinalmente se encuentra en elevaciones de 2000-2450 m s. n. m. Es adaptable a condiciones muy variables de precipitación, pues crece y desarrolla en áreas donde llueve de 300 hasta 900 mm anuales, con una temperatura promedio de 18 °C, aunque puede soportar heladas, prefiere suelos delgados, calcáreos y con poca materia orgánica.

## Estado de conservación
A pesar de que es una especie cuya distribución es restringida, no es una especie que se encuentre en México bajo alguna categoría de protección de acuerdo a la NOM-059-SEMARNAT 2010.  Tampoco está bajo alguna categoría de protección por la UICN. Sin embargo, se encuentra protegida del comercio internacional de acuerdo al apéndice II del CITES.